# Niedobór 5α-reduktazy
Niedobór 5α-reduktazy (ang. 5-alpha-reductase deficiency) – choroba genetyczna o dziedziczeniu autosomalnym recesywnym, występująca u mężczyzn, objawiająca się spodziectwem kroczowym lub obojnaczymi narządami płciowymi zewnętrznymi po urodzeniu.
Spowodowana jest mutacjami w genie SRD5A2 kodującym białko enzymu 5α-reduktazy.